# Ankerana Avaratra
Ankerana Avaratra est une commune urbaine malgache située au centre de la région de Bongolava.